# Terebellum

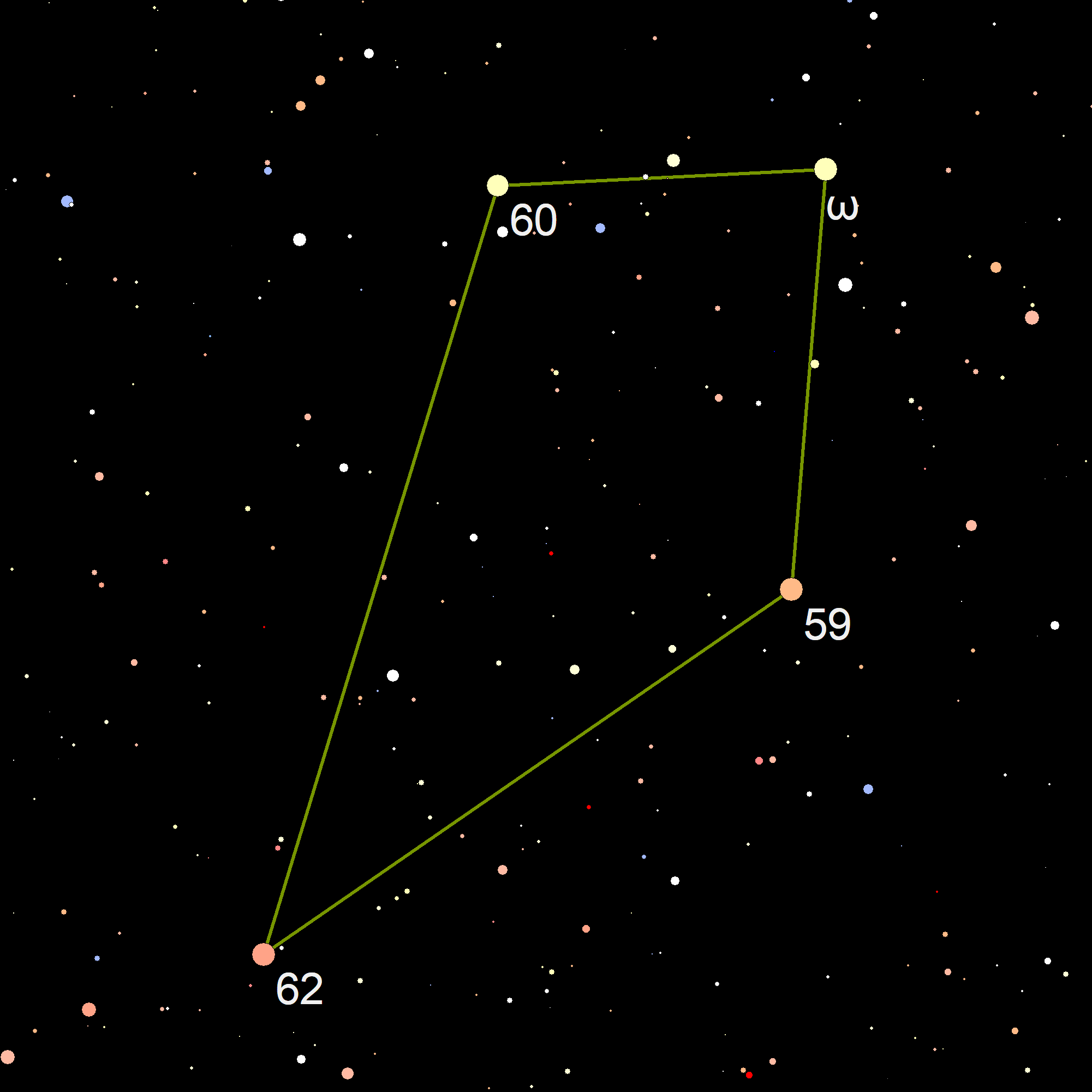
Terebellum

Terebellum ist die Bezeichnung für eine Gruppe von vier Sternen im Sternbild Schütze. Die Gruppe besteht aus den Sternen ω Sgr, 59 Sgr, 60 Sgr und 62 Sgr.
Der Stern ω Sagittarii (Omega Sagittarii) gehört der Spektralklasse G5V an und besitzt eine scheinbare Helligkeit von +4,70 mag. Er ist ca. 78 Lichtjahre entfernt.
Koordinaten (Äquinoktium 2000)
- Rektaszension: 19h 55m 50,40s
- Deklination:-26°17'58.0"

Der Stern 59 Sagittarii gehört der Spektralklasse K3III an und besitzt eine scheinbare Helligkeit von +4,54 mag. Er ist ca. 1200 Lichtjahre entfernt.
Koordinaten (Äquinoktium 2000)
- Rektaszension: 19h 56min 56,825s
- Deklination: −27° 10' 11,505"

Der Stern 60 Sagittarii gehört der Spektralklasse G8II/III an und besitzt eine scheinbare Helligkeit von +4,84 mag. Er ist ca. 340 Lichtjahre entfernt.
Koordinaten (Äquinoktium 2000)
- Rektaszension: 19h 58min 57,176s
- Deklination: −26° 11' 44,979"

Der Stern 62 Sagittarii gehört der Spektralklasse M4III an und besitzt eine scheinbare Helligkeit von +4,43 mag. Er ist ca. 448 Lichtjahre entfernt.
Koordinaten (Äquinoktium 2000)
- Rektaszension: 20h 02min 39,459s
- Deklination: −27° 42' 35,567"